# Bajo la lluvia Dios no existe
Bajo la lluvia Dios no existe es una novela del escritor costarricense Warren Ulloa, ganadora del Premio Nacional de Novela de 2011. La novela representó una importante controversia en el país por los temas que tocaba como el aborto, el suicidio, la sexualidad, el uso de drogas y el abuso sexual en la vida de personas adolescentes. La novela está escrita en un tono coloquial usando el lenguaje popular urbano.  Incluso su sólo título fue sujeto de críticas por una parte de sectores conservadores.
Debido a las denuncias por acoso y abuso sexual que pesan sobre el autor, el libro dejó de imprimirse por cuanto la editorial que lo publicó, Uruk Editores anunció que no reeditaría más las obras de Ulloa, y otras editoriales rechazaron nuevos contratos con Ulloa.

## Sinopsis
La novela relata la vida de dos adolescentes de clase media alta, empezando por el narrador protagonista Bernal, quien vive con su madre divorciada y con un padre ausente. Bernal se enamora de una nueva chica de su colegio privado llamada Mabe (María Belén) con cuya imagen se masturba. Bernal hace amistad con Mabe quien le menciona una anécdota de cuando, estando bajo la lluvia en un campo de futbol vacío, se desnudo y sintió que "Dios no existía, ese Dios de las iglesias". Posteriormente descubre que su madre y el padre de Mabe están sosteniendo un noviazgo y están por casarse. Mabe le confiesa a Bernal que su padre, Agustín, abusó sexualmente de ella en el pasado y se separó de su esposa adquiriendo la custodia de ella gracias a sus influencias políticas y económicas cuando su madre se enteró e intentó defenderla. Pronto, Mabe y Bernal establecen una relación sexual y Mabe lo lleva a conocer los bajos fondos de San José, donde le presenta a su amigo mayor de edad apodado "Ratatás" y quien es un narcotraficante de bajo nivel. Entre otras cosas, Mabe queda embarazada de Bernal y aborta, consumen drogas, sostienen relaciones sexuales de intercambio con una pareja de holandeses adultos y aceptan vender hongos alucinógenos que les suministra Ratatás en su colegio. La novela termina con el suicidio de Mabe seguido del de Bernal. Una precuela; "Ecce-Rata; Los años perdidos de Ratatás" se publicó en 2017 contando la historia a fondo de este personaje.

## Controversias
El texto fue criticado por algunos sectores por presuntamente promover «antivalores», aunque esto fue disputado. El noticiario Repretel cubrió la polémica asegurando que los críticos describían a la novela como «vulgar, atea y no merecedora del Premio Nacional». Esto a pesar de que, como destacan algunos, más allá del título la novela realmente no menciona el ateísmo en ninguna parte. Los sectores más conservadores criticaron que el texto presuntamente daría un «mal ejemplo» a los menores de edad.